# Tor (geomorfologia)

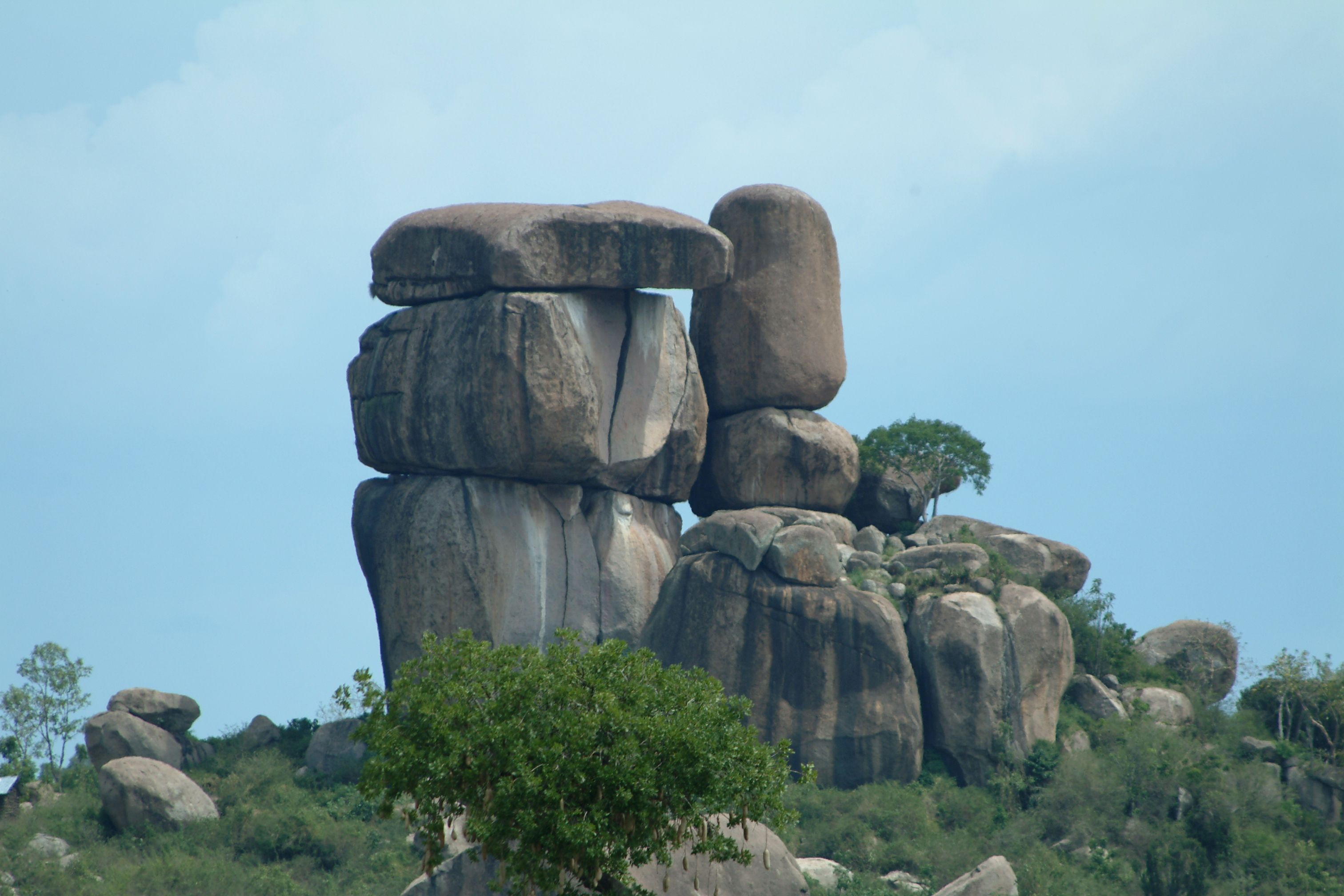
Kit-Mikayi w Kenii

Tor, skałka, skalica – naturalna, wypukła forma terenu zbudowana z litej skały (formacja skalna) o wysokości zwykle od kilku do kilkudziesięciu metrów, często występująca na szczytach wzgórz lub w ich pobliżu. Najczęściej jest to ostaniec pozostawiony w wyniku erozji pozostałej partii skał.
Nazwa pochodzi z południowo-zachodniej Anglii, gdzie oznacza również całe wzgórze, szczególnie w Dartmoor i Bodmin Moor. Tamtejsze tory zbudowane są z granitu, skał metamorficznych, a w Walii również karbońskich wapieni. W innych częściach świata mogą być zbudowane z najrozmaitszych skał.